# Lidiwka (rejon zwiahelski)
Lidiwka (ukr. Лідівка) – wieś na Ukrainie, w obwodzie żytomierskim, w rejonie zwiahelskim, w hromadzie Jaruń. W 2024 liczyła 19 mieszkańców.